# 3. pokrajinski štab Slovenske vojske
3. pokrajinski štab (kratica: 3. PŠTO/3. PŠSV) je bil pokrajinski štab, zadolžen za Gorenjsko pokrajino, sprva Teritorialne obrambe Republike Slovenije, nato pa Slovenske vojske, ki je bil aktiven med slovensko osamosvojitveno vojno.

## Zgodovina
PŠTO je bil ustanovljen konec septembra 1990 z reorganizacijo takratne TO RS in MSNZ. V času slovenske osamosvojitvene vojne je 3. PŠTO poveljeval dvema brigadama (21. in 22. brigada), več jurišnih odredom in samostojnim četam.
V sklopu preoblikovanja slovenskih oboroženih sil (s sprejetjem Zakona o obrambo 20. decembra 1994) so PŠTO preimenovali v 3. pokrajinski štab Slovenske vojske (PŠSV).
Leta 1998 je bila izvedena nova strukturna reorganizacija Slovenske vojske, s katero je bil ukinjen pokrajinski štab.

## Organizacija
Junij 1991
- 31. območni štab Teritorialne obrambe Republike Slovenije (Kranj)
- 33. območni štab Teritorialne obrambe Republike Slovenije (Radovljica)
- 35. območni štab Teritorialne obrambe Republike Slovenije (Škofja Loka)

## Poveljstvo
Junij 1991
- poveljnik PŠTO: podpolkovnik Peter Zupan
- načelnik štaba PŠTO: major Bojan Šuligoj (od 7. julija)
- načelnik operativno učnega odseka: poročnik Danilo Metul
- načelnik obveščevalnega odseka: stotnik 1. razreda Jure Bojanič
- načelnik odseka za organizacijsko mobilizacijske in personalne zadeve: stotnik 1. razreda Neven Šoič
- pomočnik za domovinsko vzgojo: nepopolnjeno
- pomočnik za zaledje: podpolkovnik Anton Rešek